# Marianne Weber

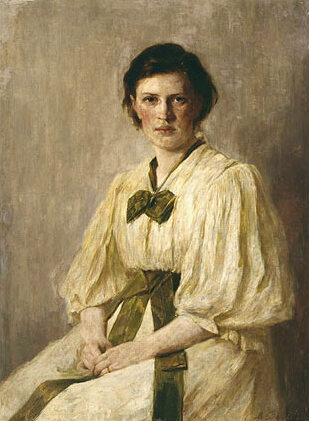
Porträtt av Marianne Weber (1896)

Marianne Weber, född Marianne Schnitger 2 augusti 1870 i Oerlinghausen i Lippe-Detmold, död 12 mars 1954 i Heidelberg, var en sociolog, kvinnorättsaktivist, och rättshistoriker. Hon var gift med sociologen Max Weber. 
Weber var kusin till sociologen Max Weber, som hon gifte sig med 1893. Deras äktenskap var inte direkt olyckligt, men hade mest karaktären av ett intellektuellt och moraliskt förbund utan sexuell gemenskap. 
Weber utgjorde en betydande intellektuell kraft i sin samtid, och intresserade sig framförallt i kvinnorörelsen. Mellan 1919 och 1923 var hon ordförande för Tyska kvinnoförbundet, och hon hade därigenom rollen som en feministisk pionjär. 
Weber vårdade makens minne efter hans död, och gav ut dennes halvfärdiga manuskript, samt en hårt redigerad brevsamling som bland annat dolde makens utomäktenskapliga sexuella förhållande med Else von Richthofen. 

## Viktiga verk
- Fichtes Sozialismus und sein Verhältnis zur Marxschen Doktrin (1900)
- Beruf und Ehe (1906)
- Ehefrau und Mutter in der Rechtsentwicklung (1907)
- Die Frauen und die Liebe (1935)
- Erfülltes Leben (1946)
- Lebenserinnerungen (1948)
- Max Weber. Ein Lebensbild. München: Piper, 1989. (Serie Piper 984). ISBN 3-492-10984-5
- Frauen auf der Flucht (2005) ISBN 3-89528-517-X